# イファリク環礁
イファリク環礁（英語: Ifalik）またはIfalukは太平洋西部カロリン諸島の珊瑚環礁。また、ミクロネシア連邦のヤップ州での議員選挙区を構成している。

## 地理
ウォレアイ島の東40km、ヤップ島の南東700kmほどの位置にある。人口は2000年時点で561人とされ、島の面積は1.5km2程とされる。環礁を構成する主な島はそれぞれElla、Elangelap、Rawaii、Falalopと呼ばれている。
陸地全体での合計の面積は1.47km2程度であるが、環礁は深さ最大20m、面積2.43km2の礁湖を持つ。環礁全体の面積はおおよそ6km2ほどである。

## 歴史

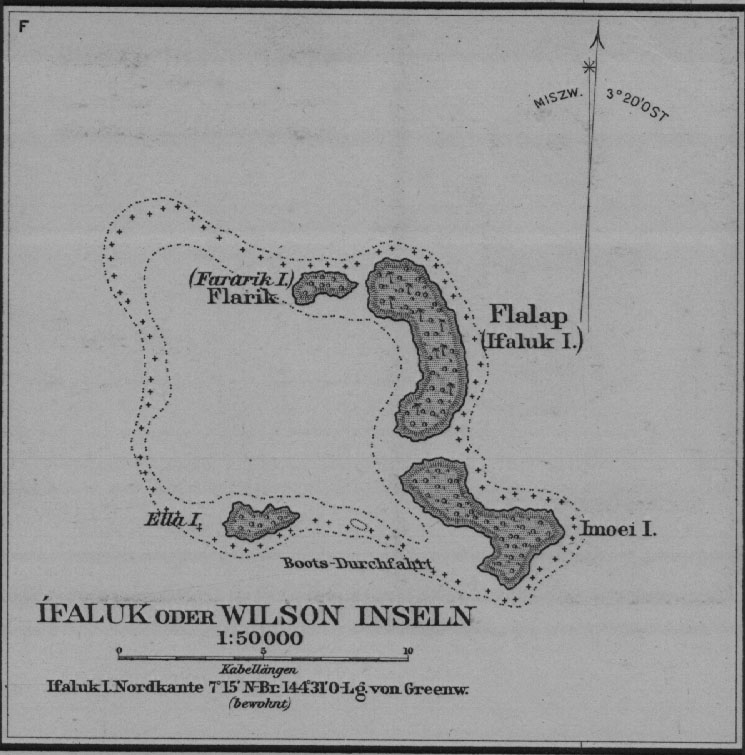
イファリク環礁の古い地図

欧州人の到来以前、イファリク環礁は戦士の島として知られ、戦士はヤップ島周辺の島やチューク州外縁の島に侵攻していた。攻撃を受けた島にはラモトレック、ファラウレップ、ウォレアイ、エラート、サタワル、ウルシー、プルワットなどがある。
カロリン諸島はスペイン領東インドを経て1899年にドイツ領ニューギニアの一部として売却され、第一次世界大戦後に大日本帝国が委任統治を行う南洋諸島となった。第二次世界大戦後にはアメリカが占領し、国連の太平洋諸島信託統治領となり、1979年のミクロネシア連邦独立後はその一部となっている。

## 註
1. ↑  Pacificweb
2. ↑  Otis W. Freeman, ed., Geography of the Pacific, Wiley 1953
3. ↑  Geosociety